# Indenrigs- og Sundhedsministeriet
Indenrigs- og Sundhedsministeriet är ett ministerium i Danmark. Det har funnits till och från sedan 2001 (med två nedläggningar och nystarter sedan dess).
Ministeriet upprättades för första gången 2001 då Indenrigsministeriet och Sundhedsministeriet slogs samman när Regeringen Anders Fogh Rasmussen I tillträdde. Det bestod till 23 november 2007, då det delades upp när Regeringen Anders Fogh Rasmussen III tillträdde efter folketingsvalet 2007. En del av ministeriet bildade Ministeriet for Sundhed og Forebyggelse, medan inrikesdelen lades samman med Socialministeriet och bildade Velfærdsministeriet (senare Indenrigs- og Socialministeriet). 
Vid en ombildning 2010 återuppstod ministeriet genom att inrikesdelen av Indenrigs- og Socialministeriet återvände (samtidigt som den kvarvarande delen av det ministeriet åter blev Socialministeriet). När Regeringen Helle Thorning-Schmidt I tillträdde 3 oktober 2011 överfördes inrikesområdet till det nya Økonomi- og Indenrigsministeriet, medan resten åter blev en del av Ministeriet for Sundhed og Forebyggelse.
I december 2022 återuppstod ministeriet för en andra gång.